# Death Bringer: The Knight of Darkness
Death Bringer: The Knight of Darkness (Death Bringer: Himerata Monshou) est un jeu vidéo de rôle développé et édité par Telenet Japan en 1990 sur  PC-Engine (Super CD-ROM²) et X68000. Le jeu a été adapté sur Mega-CD en 1992.

## Accueil
- Famitsu : 18/40[1]